# 2016年臺灣燈會
2016臺灣燈會（英語：2016 Taiwan Lantern Festival）為臺灣在2016年舉辦的第27屆燈會，展覽時間為2016年2月22日至2016年3月6日，於桃園市中壢區高鐵桃園站特定區（青埔）舉辦。

## 主燈
齊天創鴻運
主燈「齊天創鴻運」以家喻戶曉兼具勇氣智謀之美猴王為主題，運用全彩LED光源創新搭配4D折射模式，打造高達26公尺，左執金箍棒、右托仙蟠桃、腳蹬觔斗雲、身穿金鎧甲的齊天大聖主燈，以現代化嶄新科技風貌，重現人們記憶深刻的猴年代表神話故事。今年除主燈高度再創新高外，首度於主燈雙眼手工鑲嵌大型水晶，以呈現主燈珍貴不凡質感，並象徵「火眼金睛，世界之星」的主燈絕世風采。
開燈六步驟
1. 桃園風雨順
2. 萬物報陽春
3. 百卉生雲錦
4. 機場座國門
5. 齊天創鴻運
6. 元夜暢歡欣

## 吉祥物
- 園哥(Yuango)：是個好動又聰明的小男生，喜歡在棒球場上為棒球英雄們加油，更喜歡和大家一起做朋友！英雄式的投球姿勢是他的招牌動作！有機會你可以在燈會園區看到他！

- ㄚ桃(Tao)：是個可愛又活潑的小女生，喜歡在清澈的埤塘旁和小鴨一起歌唱，也喜歡為小朋友解說桃園在地的故事與文化！捧著圓圓的臉蛋兒是她的招牌動作！喜歡ㄚ桃的你快來燈會認識她吧！

## 副燈
- 舞動桃源(位於主燈區旁)
- 鳥語花香(位於主燈區旁)
- 夢幻奇緣(位於童話夢工廠燈區中庭)
- 祥猴獻桃(位於中路服務區-桃園區風禾公園)

## 祈福燈林
創意桃花樹搭配雙色桃子燈，以高低交錯方式布置，打造「一樹桃花千朵紅」重現桃仔園美景，充滿粉嫩的桃花、桃子意象，以「桃源福滿天」祝賀全民猴年步步高升，全年運勢猴賽雷。

### 國際友誼燈區
- 日本三重縣 忍者與海女的故鄉
- 日本北海道-札幌歡迎您
- 日本名古屋城三大武將
- 首屈一指讚岐烏龍麵與瀨戶內海國際藝術祭
- 馬來屋、雙峰塔、珍稀特產物種

### 交流燈區
- 焦山雄秀
- 北固山
- 劉備招親
- 城市山林
- 來鎮江有好處
- 如來鎮江擁有金山
- 暢遊江蘇享受美好
- 保和堂
- 金山湖水碧

### 傳統燈區
- 趣味山海
- 遊桃產業
- 輕桃活力(有登山步道)
- 智桃樂齡
- 寰桃一家(2016台灣燈會主標題燈幕下方)
- 飛桃展望(有桃園機場捷運列車&台灣好行觀光巴士)

### 科幻嬉遊記燈區
- 以「奇幻境、嬉遊趣」為設計主軸，將西遊記中各個經典內容引為花燈設計元素，並設計多個場景，配合西遊記中具吸引力之章回故事，與科技元素結合，將孫悟空、牛魔王等家喻戶曉經典角色融入現代意象，利用傳統或其他燈藝方式呈現科技、科幻、卡通等歡樂氛圍，聚集或散落於燈區各角落，搭配背景光環境襯托，勾勒出熱鬧喜氣之景，打造一個現實與想像交疊的時空，引領國人走入光怪陸離、神奇瑰麗的虛幻神話世界。

### 歡樂燈區
- 小叮噹科學主題樂園
- 南投九族文化村
- 泰雅渡假村
- 飛牛牧場
- 花蓮遠雄海洋公園
- 悠遊卡公司
- 龍潭小人國
- 新竹六福村
- 高雄義大世界
- 劍湖山王子大飯店
- 臺中麗寶樂園&福容大飯店
- 陽明海運
- 杉林溪森林生態渡假園區

### 創意燈區-海洋派對
- 歡樂派對
- 尋寶派對(海盜船兩半沉沒)
- 定海神針
- 海馬吹起號角
- 夢幻飛魚躍起水面之際

### 迎賓門-夢想起飛
- 位於在童話夢工廠燈區至科技世界燈區之間

### 大同寶寶-變形金剛之地球守護者
- 位於迎賓門&童話夢工廠燈區之間

## 六大主題燈區

### 桃園故事燈區
- 桃園故事軸
- 實樸勞勤
- 移動燈車
- 桃園市13區燈展
  - 美麗桃園幸福城市(桃園區公所)
  - 竹夢城市猴躍蘆竹(蘆竹區公所)
  - 大家逗陣來、大溪好所在(大溪區公所)
  - 生命之泉(八德區公所)
  - 點亮楊梅共創美好(楊梅區公所)
  - 躍動觀音精彩蓮蓮(觀音區公所)
  - 永安漁港、彩虹橋、綠色走廊(新屋區公所)
  - 歡喜迎猴年一同趣龍潭(龍潭區公所)
  - 運動活力平鎮冠軍(平鎮區公所)
  - 桃園國際棒球場(中壢區公所)
  - 大步躍進康莊家園(大園區公所)
  - 滿載而歸盡山盡美(白色工業-龜山區公所)
  - 復興仙境(復興區公所)
- 大溪老街洋樓立面
- 小烏來空中步道
- 印象桃園橋接傳承(大溪光塔橋)
- 未來展望-桃花林
- 族群共舞
- 觀音白沙岬燈塔
- 韓國玫瑰花燈
- 祈福/天光水雨大地涵養
- LED光影隧道
- 數位門

### 科技世界燈區
- 宇宙塔燈區
  - 設計係以「浩瀚宇宙‧光照台灣」為主題，以浩瀚星空為主題，將光彩奪目的玻璃結合多變的夜間燈光及音效，展現出玻璃工藝巧奪天工的技術與創意，讓人為之驚艷，將玻璃與燈會最完美的結合，更透過3分鐘的精彩展演，讓民眾彷彿置身於夜空下享受一場無與倫比的燈光饗宴；白天則因玻璃透光之特性，隨著陽光照射晨昏易位，幻化為一座吸引眾人目光的藝術品，並呈現出有別於夜間的絕美設計。
- 夢想新城-桃進夢幻島(100公尺)
- 科技雲
- 桃子林LED
- 桃花林燈區&小河步道
- 雲端竹隧道
- 璟都建設機構(小萌牛)
- 貓頭鷹
- 環遊世界(行李箱)
- 千塘之境光環境
- 飛躍國門光環境：
  - 億光LED
  - EVERLIGHT
- 歡樂航空城(秘境奇遇土耳其)
  - 卡帕多奇亞
  - 聖索菲爾大教堂
  - 特洛伊木馬
  - 藍色清真寺
  - 棉堡

### 宗教祈福燈區
- 狀元及第門(本燈區門口)
- 好神聯盟(本燈區主燈)
- 龍潭南天宮
- 一貫道燈區
- 中壢仁海宮台灣護聖宮
- 南崁五福宮
- 天帝教燈區
- 桃園蓮華寺
- 桃園護國宮太子廟
- 基督教燈區
- 聰敏靈巧
- 佛光山寺
- 桃園明倫三聖宮
- 桃園慈護宮
- 香光山寺
- 圓光禪寺
- 封神臺(封神演繹)
- 龜山壽山巖觀音寺
- 三教紫雲宮&關聖帝君
- 如意迎賓門(本燈區門口)

### 童話夢工廠
- 金格 長崎蛋糕(卡斯蒂拉樂園)
- 茶裏王
- 動畫卡通妖怪手錶
- 統一布丁
- FIN運動飲料
- 享受這一刻 愛漫BALL
- 來一客
- 桃園觀光酒廠
- 模範生點心餅
- 旺寶歡樂頌
- 旺寶(吹泡泡)
- 旺寶(眨眼睛)
- 台灣金屬創意館機器人
- RIVON因為就是有你 禮坊
- 夢幻奇緣(副燈3)
- 宏亞巧克力共和國(77乳加)
- 勝利黑熊臺灣機器人
- 郭元益糕餅博物館
- 手信坊文化館
- 蛋糕、聖代、甜筒冰淇淋造型花燈
- 2016埤塘之光
  - 埤塘之光是打造了3萬7千餘顆藍白色LED燈建構燈組，當我們踏上「光之埤塘」步道後，透過風的帶動結合光的表情，展現湖面波光粼粼景緻，讓賞燈者宛如穿梭置身埤塘間
  - 設計製造此燈區者是中原大學建築系之學生
- 瑞恩帝兒遊戲館
- 東和音樂體驗館
- 旋轉木馬
- 統一麵包
- 傑克的魔法紙箱-紙樂屋(正隆紙器公司製作)
  - LED互動照相牆(傑克的魔法紙箱-紙樂屋旁)
  - 紙箱藝術品
  - 原紙樹

### 新桃花源燈區
- 新桃樂農燈區
  - 門口-喜躍幸福境
  - 今日我最鯊
  - 茶韻飄香(桃園好茶)
  - 桃桃不絕
  - 農田水利故事館(山行雲-拉拉山雲海)
  - 白浪桃滔-竹圍漁港
  - 白浪桃滔-永安漁港
  - 流水碧光環境(流水車)
  - 農情綠意
  - 稻結糧緣
  - 開心農場
  - 花湛陂塘
  - 彩虹樂團
- 青塘園內燈區
  - 桃花源仙境(青塘園迎賓入口)
  - 動物的異想世界
  - 夢幻塘
  - 小枝
  - 洄歸(吉祥龜)
  - 福氣水母田(互動水母)
  - 登陸艦-發現第一顆地球(降落飛碟)
  - 未來之屋
  - 青蛙王子-四眼呱呱(青塘園迎賓入口)
  - 天晟醫院健康園區
  - 台灣萍蓬草區(龍潭莕菜區、綠能水車區)
  - 水上蜻蜓
  - 荷花區-大王蓮區
- 青塘園水上劇場
  - 在燈會期間內每日晚上19:10、20:10、21:10會演出15到20分鐘的美麗水上劇場<<嬉遊桃花源>>燈光秀

### 多元交流燈區
為臺灣燈會27年來首設離島燈區，澎湖縣、金門縣、連江縣(馬祖)三縣各設有當地文化之花燈，並於2月27日舉辦馬祖之夜、2月28日為澎湖之夜、3月4日為金門之夜，讓賞燈民眾體驗離島當地不同風情。
- 澎湖燈區
  - 乞龜文化
  - 過平安拿紅蛋
  - 雙心石滬
  - 外按漁火
  - 雙心祈福
- 金門燈區
  - 莒光樓
  - 金門洋樓
  - 金門高粱酒
  - 風獅爺
  - 三洋大厝
  - 母忘在莒
  - 擲骰博餅
  - 水獺花燈
- 馬祖燈區
  - 北海坑道
  - 八八坑道
  - 藍眼淚
  - 芹壁村-軍民合作
  - Q版媽祖
- 城市走廊燈區
  - 潮享香港隨我而行
  - 感受澳門
  - 玩轉澳門
  - 日本千葉縣成田市
  - 日本廣島三原市
  - 新住民四國桃如意
  - 桃園機場時刻表
  - 桃園山海地景曲線
  - 流與留
  - 學校燈組
    - 萬大獅
    - 萬能航空城大學
    - 開南大學「猿氣滿滿慶開南」
    - 迎向未來：治平、啟英高中兩校熱情製作
    - 啟英高中：迎向未來，綻亮台灣
- 原住民燈區
  - 投影步道
  - 圖騰意象
  - 迷宮天幕
  - 16族圍舞
  - 水幕劇場
  - 原力舞台
  - 部落客廳
  - 媽媽桃
- 活力運動燈區
  - 猿氣小子主燈
  - 籃球燈
  - 抬拳區
  - 高爾夫球區
  - 棒球區
  - 射箭區
- 客家文化燈區
  - 祥樂迎客迎賓門
  - 遇見客家仔
  - 客家三合院
  - 伯公
  - 桃仔粄
  - 客庄藏寶箱
  - 趣味大布馬
  - 東方美人茶
  - 桐花步道
  - 戶外電影牆
  - 石母娘娘
  - 客子樓
  - 客家仔
  - 水桐花
  - 五色石步道
  - 女禍補天

## 小提燈
2016年臺灣燈會共製作58萬個小提燈，除留給每位志工各一個以資感謝外，已在燈會期間全數發放完畢。惟4月6日早上保留給志工的小提燈被三位市議員未經同意逕自從庫房取走，並指控市政府「燈會後小提燈竟然任意棄置」。

## 參觀人次
| 日期          | 參觀量（人次） | 備註                         |
| ------------- | -------------- | ---------------------------- |
| 2月22日（一） | 1,304,850      | 開幕日                       |
| 2月23日（二） | 418,312        | 遇雨                         |
| 2月24日（三） | 569,804        | 遇雨                         |
| 2月25日（四） | 822,329        |                              |
| 2月26日（五） | 959,273        |                              |
| 2月27日（六） | 2,106,903      | 228和平紀念日假期            |
| 2月28日（日） | 3,693,553      | 228和平紀念日假期            |
| 2月29日（一） | 1,258,790      | 228和平紀念日假期            |
| 3月1日（二）  | 524,632        |                              |
| 3月2日（三）  | 665,232        |                              |
| 3月3日（四）  | 817,627        |                              |
| 3月4日（五）  | 1,956,753      |                              |
| 3月5日（六）  | 2,848,237      |                              |
| 3月6日（日）  | 2,552,958      | 閉幕日                       |
| 合計          | 20,499,253人次 | 含開幕至閉幕日共十四日之合計 |

## 閉幕
2016年台灣燈會於3月6日晚上10點半畫下完美句點，桃園市長鄭文燦除了向所有台灣燈會的幕後英雄致敬外，並在交通部長觀光局長謝謂君的監交下將象徵主辦權的「台灣燈會」黃色燈籠交給雲林縣長李進勇，代表2017年臺灣燈會由雲林縣接手舉辦。

## 交通
- 臺灣高鐵桃園站
- 公車客運：高鐵桃園站#聯外交通
- 接駁車：
  - 第一轉運站(位於華泰名品城的北方)：
    - 大園海軍基地接駁專車
    - 中壢大江購物中心臨時接駁專車
    - 台灣燈會觀光工廠接駁巴士：
      - 南崁線：北轉運站=卡斯蒂拉樂園=義美生態生產生活園區=COSTCO好市多南崁店=台茂購物中心=南崁特力家居
      - 桃園線：北轉運站→桃花源飯店→遠東百貨(桃園車站)→南僑觀光工廠→祥儀機器人夢工廠→宏亞巧克力共和國→接回台灣燈會北轉運站
      - 楊梅線：北轉運站→楊梅火車站→大成中山路口→雅聞魅力博覽館→郭元益糕餅博物館→白木屋品牌探索館→老K舒眠文化館→接回台灣燈會北轉運站

    - 城際賞燈專車：
      - 台北線：圓山轉運站-台灣燈會北轉運站
      - 板橋線：板橋車站站前路-台灣燈會北轉運站
      - 新竹線：新竹火車站-台灣燈會北轉運站

  - 第二轉運站(位於主題燈區旁&高鐵桃園站前廣場旁)：
    - 區內博愛(西轉運站-南轉運站)
    - 中路風禾公園(中路服務區-台灣燈會南轉運站)
    - 桃園居民接駁(龜山區、蘆竹區、大園區、觀音區、新屋區、八德區、平鎮區、大溪區、龍潭區、復興區)

  - 第三轉運站(位於桃園國際棒球場的對面)
    - 區內博愛(東轉運站-南轉運站)
    - 泰豐輪胎
    - 功學社
    - 楊梅車站線
    - 內壢車站線

  - 第四轉運站(位於原高鐵桃園客運轉運站)
    - 新屋區免費公車L605(高鐵桃園站-新屋區公所-永安漁港)
    - 中壢區免費公車L209
    - 蘆竹區免費公車-高鐵線(蘆竹區公所-大竹-高鐵桃園站)
    - 大園區免費公車
    - 觀音區免費愛心福利專車
    - 公車：707、707A、171、172、5087、5089
    - 桃園機場接駁線-705
    - 高鐵快捷公車(桃園車站線、中壢車站線)

## 外部連結
- （繁體中文）（英文）（日語）2016臺灣燈會在桃園(交通部官方網站)
- （繁體中文）2016臺灣燈會在桃園(桃園市政府官方網站)（页面存档备份，存于）